# Elena de Galantha
Elena de Galantha (24 de noviembre de 1890 – 5 de enero de 1986) fue una históloga austro-húngara. Está considerada una pionera en el campo de histología moderna y es conocida por la  técnica de Galantha y el método de tinción de Galantha.

## Biografía
Elena Fekete de Galantha nació el 24 de noviembre de 1890 en Condado de Pozsony, Hungría, heredera de la nobleza Magiar, hija del conde Johan Alexander Fekete y Amelia (von Krompholtz) de Galantha. Su familia fue asesinada en Primera Guerra Mundial cuándo el ejército ruso conquistó Hungría.
Su bisabuelo era regente de la reina María Teresa I de Austria de Austria, y su tío abuelo proclamó emperador de Austria y rey de Hungría al joven Francisco José en 1848. Elena de Galantha murió en el hospital Worcester Memorial el 5 de enero de 1986 y está enterrada en el cementerio Evergreen en Leominster, Condado de Worcester, Massachusetts.

## De Hungría a Nueva York
Desde temprana edad, de Galantha soñaba con convertirse en médica y seguir los pasos de su tío abuelo, el catedrático Hermann Nothnagel, un conocido cirujano de Viena. Como hija y nieta de generales del ejército, no parecía haber obstáculos en su camino. Cursó estudios de medicina en la Universidad de Viena en Austria. Su vida cambió drásticamente cuando estalló la Primera Guerra Mundial (1914-1918). Sus planes de seguir con educación universitaria adicional y una carrera médica se truncaron. El padre de Galantha regresó para servir en el ejército y fue asesinado cuando el ejército ruso invadió Hungría. Su madre se dedicó a cuidar a los enfermos y heridos, y murió durante la Guerra. Perdió a sus padres, su hogar y todo lo que le importaba. De Galantha buscó refugio en Fiume y acabó huyendo a la ciudad de Nueva York en 1922.

## Nueva York
En Nueva York, de Galantha se puso en contacto con alguien que había conocido en Viena y que, por casualidad, era médico de planta del Hospital Bellevue de la ciudad de Nueva York. Consiguió así un trabajo como conductora de ambulancia del hospital.

## Clínica Mayo
En febrero de 1938, de Galantha residía en el 225 de la 4.ª Avenida del Suroeste en Rochester, Minnesota. Se mudó a Minnesota y alcanzó el puesto de jefa del laboratorio de Histología en la Clínica Mayo en el laboratorio de patología, donde continuó durante 13 años. En la Clínica Mayo, fue mentora y responsable de la educación de mujeres jóvenes para que se convirtieran en ayudantes de laboratorio en mayo. También enseñó a otras mujeres en hospitales y clínicas alrededor del país. Además, sus visitas a hospitales y laboratorios en todo el país le permitieron acceder a nuevas técnicas, métodos e ideas en microscopía e histología.

## Técnica de Galantha y el método de tinción de Galantha
En la Clínica Mayo, de Galantha desarrolló varios métodos noveles y técnicas en el campo de histología. La técnica de Galantha y el método de tinción de Galantha llevan su nombre debido a sus trabajos. Los métodos, las técnicas y la tinción que desarrolló son muy conocidos y utilizado en histología y otros campos de patología actualmente.

## Houston
En septiembre de 1943, de Galantha se trasladó a Houston, Texas, y se aseguró un puesto de tecnóloga médica, dedicándose a la investigación histopatológica en Escuela de Medicina de Baylor, en el laboratorio del Dr. Anthony A. Pearson, catedrático de anatomía. Era la encargada de las muestras microscópicas para los departamentos de anatomía e histología.

## Vida privada
En su vida privada, De Galantha era conocida como señora Eugene E. Howard. Se convirtió en ciudadana de EE. UU. en 1930. Mientras vivía en la ciudad de Nueva York, estudió bellas artes en la Universidad de Columbia, y dirigió un negocio de diseño de interiores. En 1929, Elena de Galantha tuvo un apartamento en Manhattan en la ciudad de Nueva York y administró un negocio de vestuario y alta costura, cuyos clientes pertenecían a la élite social. Su talento y habilidad le permitían diseñar trajes, decorar la tienda y encargarse al mismo tiempo de otros deberes como el servicio al cliente, todo ello con un salario bajo. Un día, cuando el dueño de tienda le pidió que fregara el suelo de la tienda, ella se negó y renunció a su puesto, quedándose sin trabajo, según relató a un reportero: "sin ningún rastro de amargura en su voz suavemente modulada."

## Obra

### Algunas publicaciones
- de Galantha, Elena. (1932). "Mancha de plata modificada para Treponema pallidum". Revista americana de Patología Clínica. 2, 63.
- de Galantha, E. (1935). "Technic Para preservación y manifestación microscópica de nódulos en gout". Soy J Clin Pathol. 5, 165.
- de Galantha, E. (1936). "Una mancha nueva para connective tejido, mucina, y sustancias aliadas". Soy. J. Clin. Camino. 6, 196-197.
- de Galantha, Elena. (1937). "Método mejorado para descalcificación rápida". Soy. J. Clin. Camino. (Tecnología. Supp.). 7 (mayo): 10-11.
- de Galantha, Elena. (1949). "Reticulum Plata impregnation para formaldehído viejo-tejido fijo". Archivos de Patología. 47(3): 301-301.